# Kimber Woods
Kimber Woods (Miami, Florida; 2 de febrero de 1993) es una actriz pornográfica y modelo erótica estadounidense.

## Biografía
Kimber Woods nació en febrero de 1993 en Miami en el seno de una familia de ascendencia cubana, española y libanesa. En el instituto practicó el Gōjū Ryū, un arte marcial japonesa, consiguiendo en esa modalidad el cinturón negro y participar en diversos campeonatos mundiales de artes marciales mixtas.
En 2013 comenzó a salir con el actor pornográfico T. Stone, quien le animó a entrar en la industria. Debutó en 2014, a los 21 años de edad, rodando una escena junto a él para Reality Kings. Está representada por la compañía OC Modeling.
Como actriz, ha rodado películas para productoras como Hustler, Zero Tolerance, Digital Playground, Evil Angel, Elegant Angel, Kink.com, Jules Jordan Video, Girlfriends Films, Naughty America, Wicked, New Sensations o Hard X.
En 2017 fue nominada en los Premios AVN en la categoría de Mejor escena de sexo en realidad virtual, junto a Liza Rowe y Gina Valentina, por Tailgate Tag Team. Ese mismo año protagonizó su primera escena de sexo con doble penetración vaginal en Teen Wet Asses 2.
Ha aparecido en más de 320 películas como actriz.
Algunas películas suyas son A History Of Lesbians, Anal Heartbreakers 2, ButtSex Cuties, C yoU Next Tuesday 4, Dirty Talk 5, Fauxcest, Game, Latina Cumsluts, MILF Money, One Step Ahead, Step Sister Creampies o Vendetta.

## Premios y nominaciones
| Año  | Ceremonia         | Resultado | Premio                                                 | Trabajo           |
| ---- | ----------------- | --------- | ------------------------------------------------------ | ----------------- |
| 2017 | Premios AVN       | Nominada  | Mejor escena de sexo en realidad virtual               | Tailgate Tag Team |
| 2017 | Spank Bank Awards | Nominada  | Best Swallower                                         | —                 |
| 2017 | Spank Bank Awards | Nominada  | Most Comprehensive Utilization of All Orifices         | —                 |
| 2017 | Spank Bank Awards | Nominada  | The Girl Next Door... Only Better                      | —                 |
| 2018 | Spank Bank Awards | Nominada  | Best Spitter / Drooler                                 | —                 |
| 2018 | Spank Bank Awards | Nominada  | Excellence in 'Lawn' Maintenance                       | —                 |
| 2018 | Spank Bank Awards | Nominada  | Latina Starlet of the Year                             | —                 |
| 2018 | Spank Bank Awards | Nominada  | Most Comprehensive Utilization of All Orifices         | —                 |
| 2018 | Spank Bank Awards | Nominada  | Snapchat Sweetheart of the Year                        | —                 |
| 2018 | Spank Bank Awards | Nominada  | Two Peas in a Pod                                      | —                 |
| 2019 | Premios XBIZ      | Nominada  | Mejor actriz protagonista                              | Highway Home      |
| 2019 | Premios XBIZ      | Nominada  | Mejor escena de sexo en película protagonista          | Highway Home      |
| 2019 | Premios XBIZ      | Nominada  | Mejor escena de sexo en película de parejas o temática | The Game          |
| 2019 | Spank Bank Awards | Nominada  | Excellence in Muff Maintenance                         | —                 |
| 2019 | Spank Bank Awards | Nominada  | Life Sized Human Hand Puppet                           | —                 |
| 2019 | Spank Bank Awards | Nominada  | Masterful Massuesse of the Year                        | —                 |
| 2019 | Spank Bank Awards | Nominada  | Masturbator of the Year                                | —                 |
| 2019 | Spank Bank Awards | Nominada  | PAWG of the Year                                       | —                 |
| 2019 | Spank Bank Awards | Nominada  | Servile Sub of the Year                                | —                 |